# Rufino Segovia del Burgo
Rufino Segovia del Burgo, más conocido como Rufino (Madrid, España, 1 de marzo de 1985), es un exfutbolista español. Jugaba de delantero centro. Se retiró en noviembre de 2020.

## Trayectoria
Tras militar en el Rayo Vallecano, Rufino se marchó al Atlético de Madrid, donde se formó como jugador. Con todo, pronto dejó el club colchonero para recalar en el filial del Valladolid, con el que llegó a marcar once goles, su mejor cifra. En la temporada 2008/09 comenzó con el Águilas, marcando 8 goles en 19 partidos, pero se marchó al Melilla, equipo con el que hizo tres dianas en catorce choques. Entonces, Piru lo requirió para el CD Toledo en el regreso a la Segunda B (2009/10). En total, el madrileño marcó diez goles en el campeonato liguero y uno más en la promoción de permanencia, en el encuentro de vuelta ante el Roquetas y que terminó en 1-1.
El descenso le hizo probar la aventura en Hungría en las filas del Budapest Honvéd FC, aunque una fractura de tibia le dejó KO a partir del mes de enero. Optó por regresar a España para jugar en el Burgos. Dos goles en 18 partidos no fueron suficientes para quedarse y terminó el curso en el Huracán Valencia, disputando la fase de ascenso a Segunda A y marcando otros dos tantos en doce encuentros.
En 2015, el delantero madrileño firma por el Poli Timisoara, que milita en la Primera División rumana, tras jugar la temporada anterior en el CD Toledo, donde fue el máximo artillero del grupo II, en la que anotó 18 tantos. Una temporada brillante con la camiseta del Club Deportivo Toledo, unida a otras campañas destacadas hacían difícil pensar que el club verde pudiera retener al punta de 30 años.
En 2017, Rufino empezará a jugar en el Selangor FA. Rufino empezó a triunfar en dicho equipo, llevándolo a ser uno de los mejores jugadores de este. Las cosas cambiaron cuando, en 2018, Rufino sufrió una lesión en el tendón de Aquiles que lo dejó sin poder jugar durante varios meses. Como consecuencia, Rufino se fue del Selangor FA para volver a España con su familia, terminando así con su carrera de futbolista.
Años más tarde, después de acabar su carrera futbolística allá por el 31 de diciembre de 2020, decide volver al mundo de la farándula en 2025 y aparece en el programa de televisión First Dates, emitido por Cuatro y presentado por Carlos Sobera. Incluso hicieron una tanda de penaltis con Matías, el barman, de portero.

## Clubes
| Club                 | División              | Año       | Partidos (Liga) | Goles (Liga) |
| -------------------- | --------------------- | --------- | --------------- | ------------ |
| Rayo Vallecano       | 2.ª B                 | 2004-2005 | 5               | 1            |
| Atlético de Madrid B | 2.ª B                 | 2005-2006 | 30              | 5            |
| Atlético de Madrid   | 1.ª                   | 2005-2006 | 1               | 0            |
| Atlético de Madrid B | 2.ª B                 | 2005-2006 | 36              | 2            |
| Atlético de Madrid   | 1.ª                   | 2006-2007 | 1               | 0            |
| Atlético de Madrid   | 1.ª                   | 2006-2007 | 1               | 0            |
| Real Valladolid "B"  | 2.ª B                 | 2007-2008 | 35              | 11           |
| Águilas CF           | 2.ª B                 | 2008-2009 | 19              | 8            |
| UD Melilla           | 2.ª B                 | 2008-2009 | 14              | 3            |
| CD Toledo            | 2.ª B                 | 2009-2010 | 33              | 9            |
| Budapest Honvéd FC   | Nemzeti Bajnokság I   | 2010-2011 | 14              | 2            |
| Burgos CF            | 2.ª B                 | 2011-2012 | 18              | 2            |
| Huracán Valencia CF  | 2.ª B                 | 2011-2012 | 14              | 2            |
| CD Toledo            | 3.ª                   | 2012-2013 | 34              | 18           |
| CD Toledo            | 2.ª B                 | 2013-2014 | 35              | 14           |
| CD Toledo            | 2.ª B                 | 2014-2015 | 32              | 18           |
| ACS Poli Timișoara   | Liga I                | 2015-2016 | 16              | 2            |
| Kitchee SC           | HK Premier League     | 2015-2016 | 17              | 16           |
| Kitchee SC           | HK Premier League     | 2016-2017 | 25              | 11           |
| Selangor FA          | Malaysia Super League | 2017-2018 | 6               | 5            |